# Menjagrà taronger
El menjagrà taronger (Euneornis campestris) és un ocell de la família dels tràupid (Thraupidae) i única espècie del gènere Euneornis Fitzinger, 1856 .

## Hàbitat i distribució
Habita el bosc obert, cantells de la selva i encara pobles de l'illa de Jamaica.